# Dioclea lehmannii
Dioclea lehmannii är en ärtväxtart som beskrevs av Friedrich Ludwig Diels. Dioclea lehmannii ingår i släktet Dioclea och familjen ärtväxter. Inga underarter finns listade i Catalogue of Life.